# Hargshamn
Hargshamn is een plaats in de gemeente Östhammar in het landschap Uppland en de provincie Uppsala län in Zweden. De plaats heeft 304 inwoners (2005) en een oppervlakte van 81 hectare.

## Verkeer en vervoer
Bij de plaats lopen de Riksväg 76 en Länsväg 292.
Door de plaats loopt een goederenspoorlijn.